# Phil Metschan

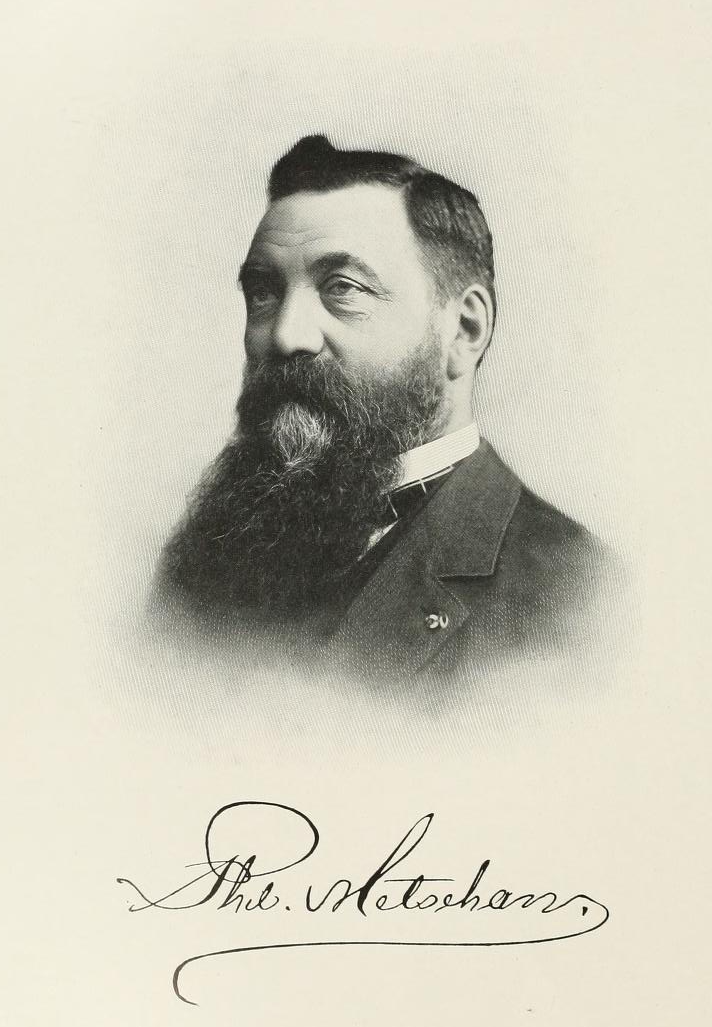
Phil Metschan

Phil S. Metschan Senior (* 1840 auf dem Gebiet des Deutschen Bundes; † 27. März 1920 im Multnomah County, Oregon) war ein US-amerikanischer Geschäftsmann, Jurist und Politiker (Republikanische Partei).

## Werdegang
Über die Jugendjahre von Phil S. Metschan Senior ist nichts bekannt. Auf der Suche nach einem besseren Leben wanderte er 1854 allein in die Vereinigten Staaten ein. Er ließ sich zuerst in Cincinnati (Ohio) nieder. Dann zog er weiter nach Westen. Dabei machte er Zwischenstopps in Kansas, Colorado und Kalifornien. 1862 kam er in Portland (Oregon) an. Von dort zog er 1863 in die neue Bergbaustadt Canyon City (Grant County). In der Folgezeit ging er kaufmännischen als auch anderen Geschäftsunternehmungen im County nach.
Mit seiner Ehefrau Marie C. Metschan (1841–1895), welche er in dieser Zeit heiratete, bekam er mindestens acht Kinder: Frank F. (1866–1939), Anna (1869–1956), Emelia (1871–1933), Julia M. (1874–1932), Phil S. Junior (1876–1951), Otto W. (1878–1937), Henry A „Tony“ (1879–1966) und Valeska Marie „Lillian“ (1881–1973).
Von 1868 bis 1872 war er zwei Amtszeiten lang County Treasurer vom Grant County und von 1876 bis 1878 County Clerk vom Grant County. Er wurde 1882 Amtsrichter im Grant County – ein Posten, den er vier Jahre lang ausübte. Von 1888 bis 1890 war er wieder County Clerk vom Grant County. Bei den Wahlen im Jahr 1890 wurde er als Republikaner zum Treasurer of State von Oregon gewählt. Seine Wiederwahl erfolgte 1894. Metschan bekleidete den Posten vom 12. Januar 1891 bis zum 9. Januar 1899.
Er gehörte dem Independent Order of Odd Fellows an. Von 1881 bis 1882 war er Großmeister in der ansässigen Loge. Er gehörte auch den Freimaurern an. Über die Jahre hielt er dort unterschiedliche Ämter. In diesem Zusammenhang war er auch Großmeister der Freimaurerloge von Oregon.
Nach seinem Tod 1920 wurde er auf dem River View Cemetery in Portland beigesetzt.